# Hans Rolshoven
Hans Rolshoven (* 23. Dezember 1894 in Stralsund; † 6. Mai 1918 bei Dünkirchen) war ein deutscher Marineflieger im Ersten Weltkrieg.

## Laufbahn

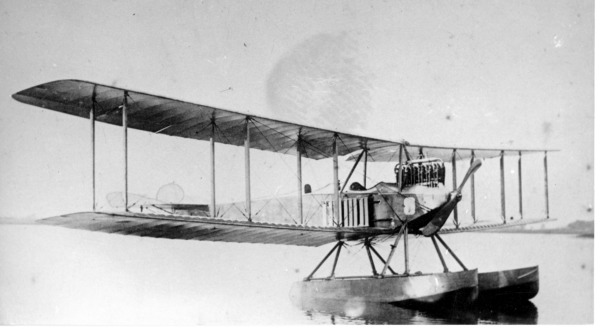
Rolshoven flog zur Aufklärung eine Hansa-Brandenburg W477

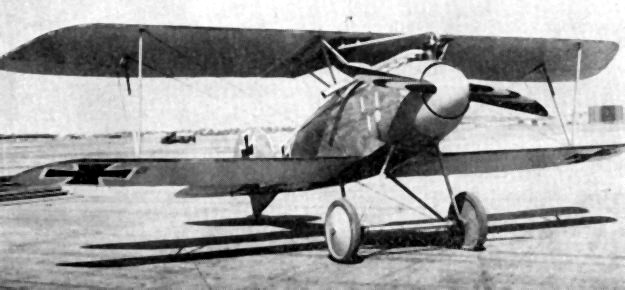
Als Jagdpilot flog er eine Albatros DIIIs

Rolshoven hatte schon am 14. Juli 1913 beim britischen Royal Aero Club seine Pilotenprüfung abgelegt.  Nach dem Beginn des Ersten Weltkriegs meldete er sich freiwillig zu den Seefliegern und diente zunächst als Seekadett auf der Seeflugstation in Kiel-Holtenau.  Gegen Ende 1914 meldete er sich zum Fronteinsatz als Seeflieger im besetzten Flandern, wo OLt. z.S. Friedrich von Arnauld de la Perière mit dem Aufbau der Seeflugstation Flandern I in Zeebrügge begonnen hatte. Dort flog Rolshoven, inzwischen zum Leutnant zur See befördert, einzeln oder im Verband der Seeflugstaffel III zahlreiche Aufklärungs-, Bomben-, Bergungs- und Rettungseinsätze.  Nach dem Abschuss einer britischen Maschine wurde ihm offiziell ein Luftsieg zuerkannt. Am 17. Oktober 1916 wurde Rolshoven erheblich verletzt, als er mit einer anderen Maschine seiner Staffel kollidierte.  Den erforderlichen längeren Lazarettaufenthalt nutzte er dazu, seine Erlebnisse bei der Seeflugstation Zeebrügge und der Seeflugstaffel III niederzuschreiben. Seine Aufzeichnungen wurden 1937 als Buch veröffentlicht.
Im September 1917 erhielt Rolshoven den Befehl, in Nieuwmunster (etwa 8 km südwestlich von Zeebrügge) als Staffelführer die neue, für den Begleitschutz der schweren Seeflugzeuge vorgesehene Seefrontstaffel I (Seefrosta I) aufzustellen.  Spätestens am 21. Oktober unternahmen die ersten Maschinen der Staffel ihren ersten Aufklärungsflug. Am 28. Oktober bestand die Staffel bereits aus sieben Piloten, und 12 ihrer 15 Flugzeuge waren einsatzbereit. Es waren Jagdflugzeuge des Typs Albatros D.V, später kamen auch Fokker D.VII und Fokker D.VIII hinzu. Da es sich in allen Fällen um Radflugzeuge handelte, hatten sie für den Fall einer Notwasserung auf See spezielle aufblasbare Schwimmkörper im Rumpf. Den ersten Luftsieg eines Staffelangehörigen erzielte am 18. Dezember 1917 Flugmeister Albin Bühl.
Rolshoven starb am 6. Mai 1918 beim Absturz seiner Maschine vor Dünkirchen bei rauer See. Er wurde in Zeebrügge beerdigt. Leutnant zur See Reinhold Poss übernahm die Führung der Seefrosta I. Als man die Staffel im August/September 1918 auflöste und in die neu aufgestellten Marine-Feldjasta IV und V teilte, wurde Poss Führer der Feldjasta IV.

## Auszeichnungen und Ehrungen

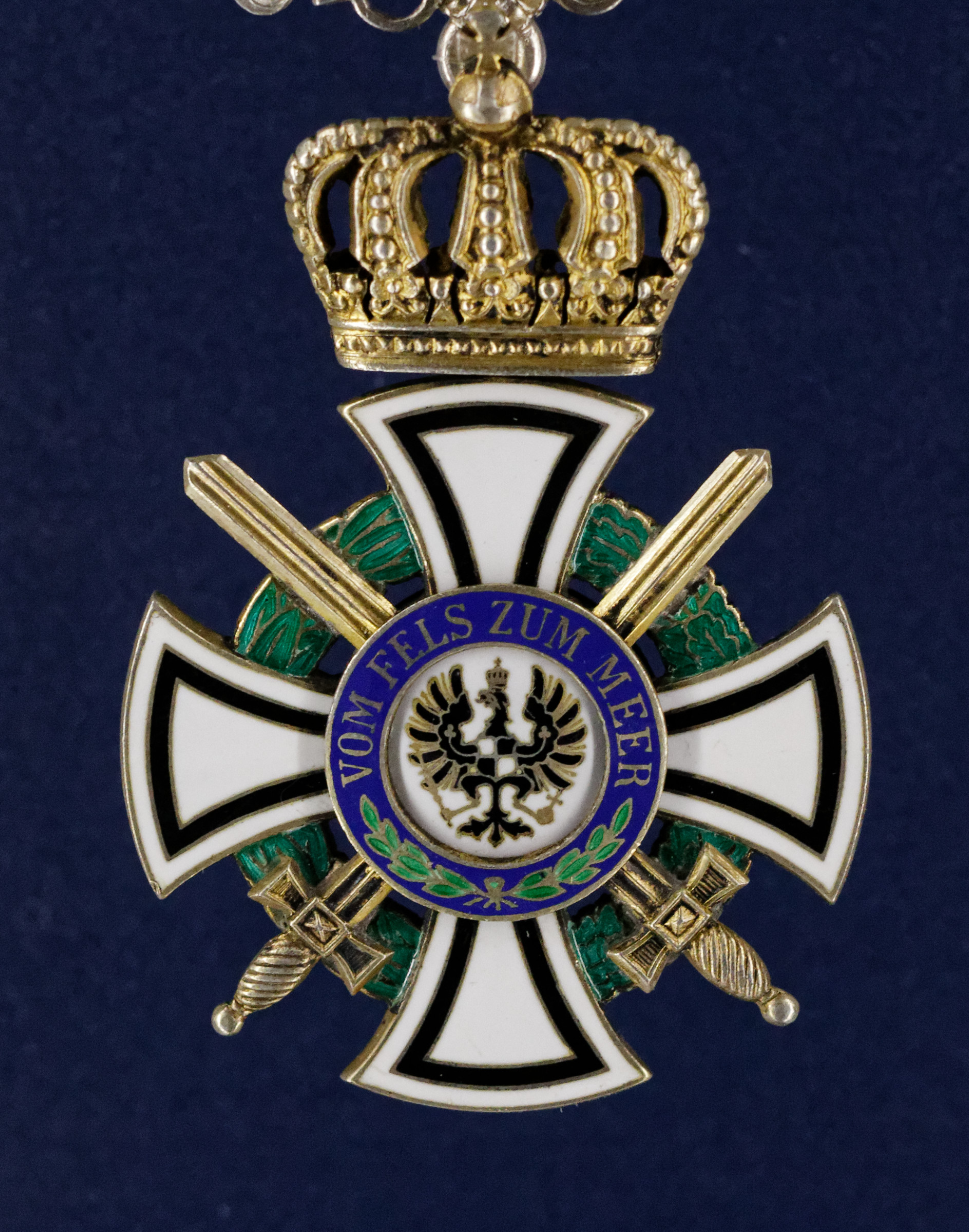
Königlich Hohenzollern Hausorden Ehrenkreuz mit Schwertern

- 2. Oktober 1916 Ritterkreuz des Königlichen Hausordens von Hohenzollern mit Schwertern[1]
- 17. Oktober 1916 Verleihung des Lübecker Hanseatenkreuzes[4]
- Beide Klassen des Eisernen Kreuzes EK II und EK I
- Die Luftwaffe benannte ein im Februar 1937 vom Stapel gelaufenes Flugsicherungsschiff  Hans Rolshoven.